# Plœuc-L’Hermitage
Plœuc-L’Hermitage község Franciaország Bretagne régiójában, Côtes-d’Armor megyében. Új községként 2016. január 1-jén jött létre két korábbi község: Plœuc-sur-Lié és L’Hermitage-Lorge egyesítésével. Lakosainak száma 4117 fő (2022. január 1.).

## Népesség
| Lakosok száma | 4062 | 4088 | 4103 | 4108 | 4112 | 4117 |
|               | 2017 | 2018 | 2019 | 2020 | 2021 | 2022 |